# Busr ibn Abi Artat
Busr ibn Abi Artat al-Amiri (en arabe : بسر بن أبي أرطأة العامري, vers 620 - vers 690/700) est un général musulman qui sert sous Muʿawiya Ier, le gouverneur de la Syrie musulmane de 640 à 661 puis premier calife des Omeyyades, de 661 à 680. Vétéran des premiers temps de l'expansion de l'Islam, Busr est un fervent partisan de Mu'awiya contre le calife Ali (656-661) lors de la première guerre civile musulmane. Il mène notamment une importante campagne contre les partisans d'Ali en Arabie, obtenant la soumission de Médine, La Mecque et Taëf. Il dirige aussi des expéditions punitives contre les habitants du Yémen. Il exécute notamment deux jeunes fils du cousin d'Ali, Ubayd Allah ibn Abbas et s'empare de nombreuses femmes de la tribu des Hamdan comme captives. Dans les sources musulmanes, notamment chez les Chiites, ses actes sont condamnés comme des atrocités sans précédent.
Après la mort d'Ali et l'abdication de son fils en 661, Busr est nommé gouverneur de Basra. Il participe alors de façon décisive à la soumission de Ziyad ibn Abi Sufyan, un membre important de la bureaucratie califale, en s'emparant de ses fils comme otages. Entre 662 et 672, il dirige plusieurs raids terrestres et maritimes contre l'Empire byzantin et reste à la cour califale jusqu'à la mort de Mu'awiya en 680. Il meurt à un âge avancé lors du règne d'Abd al-Malik ibn Marwan (680-705) voire après. 

## Participation aux conquêtes musulmanes
Busr participe à la conquête musulmane de la Syrie, arrivant avec l'armée de Khalid ibn al-Walid dès 634. Selon al-Baladhuri, après le raid de Khalid à Marj Rahit le 24 avril, il envoie Busr et Habib ibn Maslama al-Fihri piller les villages de la Ghouta, autour de Damas.
Busr est surtout impliqué dans la conquête musulmane de l'Egypte, dans l'armée d'Amr ibn al-As en 639-640. Il poursuit ensuite son action militaire vers l'ouest, le long de la côte africaine. Selon les historiens Ibn 'Abd al-Hakam et al-Bakri, Amr assiège le port de Tripoli vers 643-644 et demande à Busr de prendre l'oasis de Ueddan, au centre de la Libye. Al-Yaqubi note qu'il obtient la reddition des habitants du Fezzan lors de cette expédition. Il impose notamment un tribut annuel consistant en l'envoi de 360 esclaves, dont les habitants parviennent assez vite à se dispenser jusqu'à sa réimposition par Oqba Ibn Nafi al-Fihri en 666-667.

## Participation à la guerre civile (656-661)
Au cours de la première guerre civile musulmane, Busr est un fervent partisan de Mu'awiya, le gouverneur de la Syrie, qui s'oppose au calife Ali. Il obtient notamment le ralliement de Shurahbil ibn Simt, chef de la tribu des Kindites. En 657, Busr combat lors de la bataille de Siffin, qui débouche sur une impasse et un accord entre Ali et Mu'awiya pour une trêve. Busr est le seul des conseillers de Mu'awiya à s'opposer à cette solution et, dès 658, il apparaît au premier rang du soulèvement égyptien contre Ali. Qays ibn Sa'd, gouverneur de l'Egypte, le décrit comme l'un des « lions des Arabes », soulignant son courage et la province tombe effectivement aux mains du camp de Mu'awiya.

### Intervention en Arabie
Les hostilités reprennent rapidement entre Mu'awiya et Ali. Tandis que Amr ibn al-As est envoyé prendre le contrôle de l'Egypte, Mu'awiya envoie ses lieutenants lancer des raids en Irak et en Arabie. A la fin de l'année 660, il nomme Busr à la tête d'une armée pour soumettre le Hedjaz et le Yémen. Mu'awiya a déjà essayé d'obtenir le soutien des Quraysh de La Mecque, sans succès. Selon Henri Lammens, Busr est probablement la figure la plus importante parmi les lieutenants de Mu'awiya, inflexible, dont l'image de commandant sans pitié a aussi largement été influencée par les historiens chiites. Pour Wilfert Madelung, s'il a été choisi, c'est parce qu'il n'a pas autant de scrupules que d'autres généraux pour verser le sang, y compris à La Mecque. Fidèle aux Omeyyades, les sources chiites ont largement commenté les exactions auxquelles il s'est livré.
Busr se dirige d'abord sur Médine, la première capitale du califat avant que Ali ne s'installe à Koufa. Il prend soin de s'arrêter régulièrement pour se ravitailler et réquisitionner des chameaux auprès des tribus locales. Il les utilise pour les déplacements à la place des chevaux, préservés pour le moment du combat. Quand Busr arrive devant Médine, le gouverneur fuit pour Koufa et Busr peut rentrer dans la ville sans opposition. Il délivre alors un discours violemment hostile envers l'élite de Médine que sont les Ansâr. Il détruit les habitations des partisans d'Ali et obtient des serments d'allégeance des notables de la cité.
Après quelques jours, Busr se rend à La Mecque. De nouveau, le gouverneur, Qutham ibn Abbas, fuit avec un grand nombre d'habitants. Busr fait exécuter plusieurs descendants d'Abu Lahab, peut-être en raison de leur appartenance aux Banu Hachim, le clan d'Ali, considéré comme collectivement responsable pour le meurtre d'Othman en 656. En revanche, il pardonne un compagnon de Muhammad et représentant d'Ali lors des négociations de paix, Abou Moussa al-Achari, qui s'est réfugié dans la ville. Ensuite, il prie à la Kaaba et obtient des serments d'allégeance à Mu'awiya de la part des habitants. Après qu'il a quitté la ville, il semble que Qutham en reprenne le contrôle. 